# Éguelshardt
Éguelshardt  (deutsch Egelshardt, lothringisch Egelshat) ist eine französische Gemeinde mit 443 Einwohnern (Stand 1. Januar 2022) im Département Moselle in der Region Grand Est (bis 2015 Lothringen). Sie gehört zum Arrondissement Sarreguemines und zum Kanton Bitche.

## Geographie
Die Ortschaft liegt im Bitscher Ländchen (frz.: Pays de Bitche), im Herzen der Nordvogesenwälder.  Der Ort erstreckt sich im Tal des Falkensteinerbachs entlang der Straße und Eisenbahnstrecke, die von
Saargemünd nach Hagenau führen, acht Kilometer nordwestlich der Kantonshauptstadt  Bitsch. Sie ist Teil des grenzübergreifenden Biosphärenreservates Pfälzerwald-Nordvogesen.
Südlich und westlich schließt am Rande des Falkensteinerbachtals die Gemarkung von Mouterhouse (Mutterhausen) an. Im Norden befindet sich der Truppenübungsplatz Bitsch.  Nordöstlich grenzt Sturzelbronn an und östlicher Nachbarort ist Philippsbourg (Philippsburg). Die zur  Gemarkung zählenden Wälder gehören zum Forst von Hanau, benannt nach dem westlich gelegenen Hanauer Weiher, dem größten See der Region.
Zu Éguelshardt gehören der südöstlich gelegene Weiler Bannstein und einige weitere Einzelgehöfte und Kleinsiedlungen.

## Geschichte

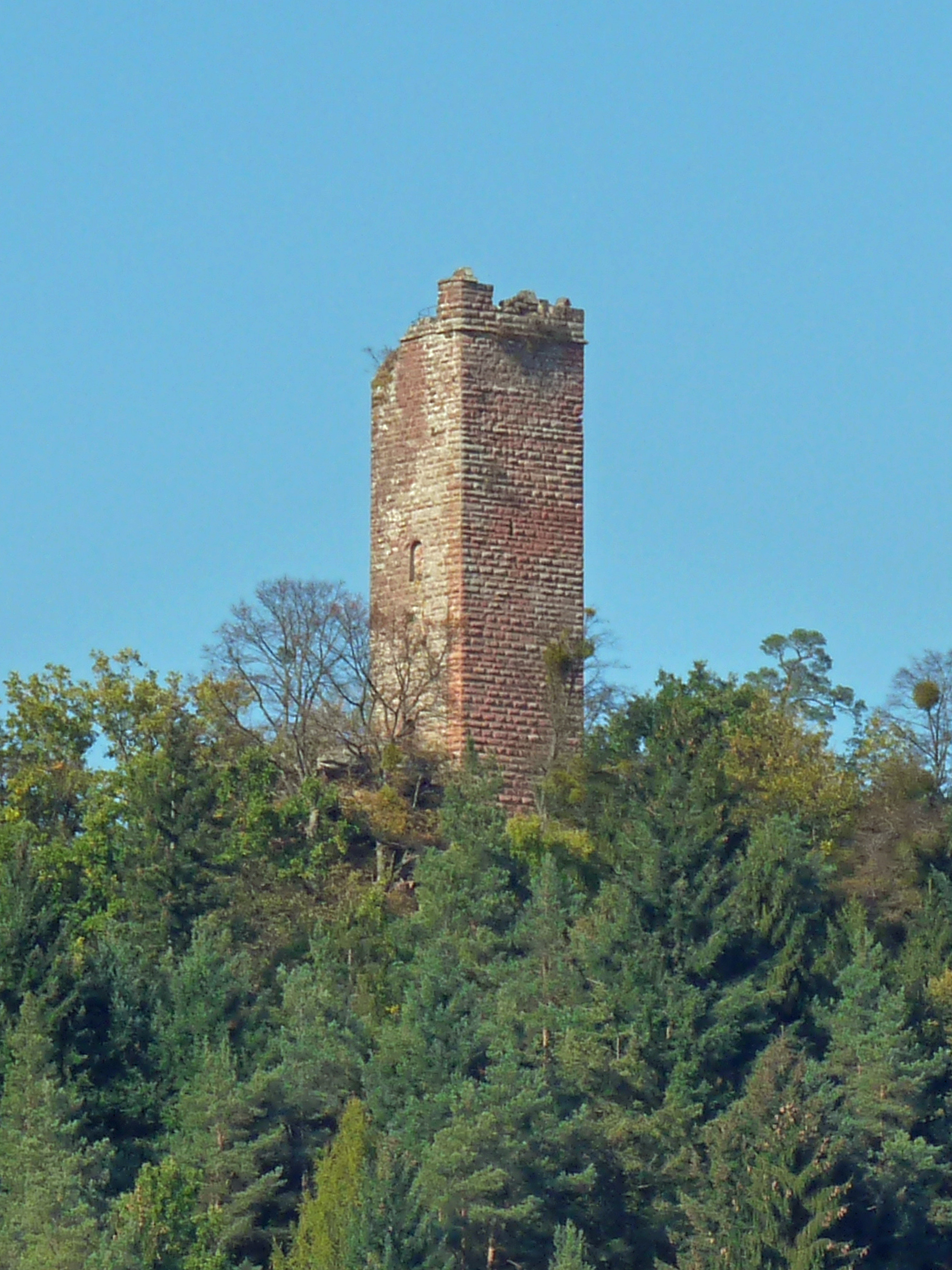
Burg Waldeck

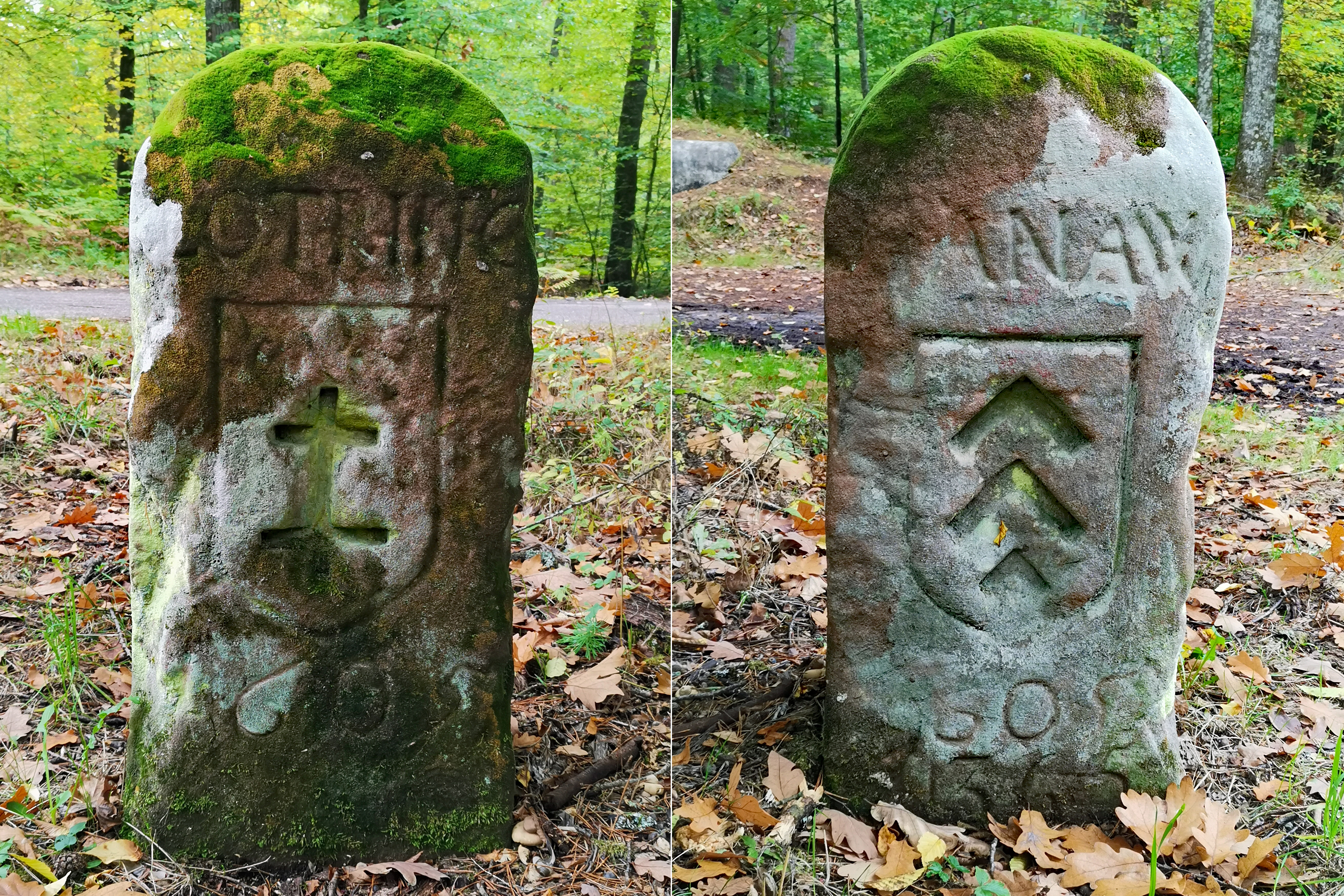
Grenzstein von 1605 zwischen Lothringen und Hanau (Vorder- und Rückseite)

Das Dorf gehörte zum Herzogtum Lothringen und wurde von den Mönchen der Abtei Stüzelbronn in der Grafschaft Bitsch angelegt.  1329 taucht der Ort als Egelshard erstmals urkundlich auf.
In der ersten Hälfte des 14. Jahrhunderts befand sich Burg Waldeck, auf einem Bergrücken östlich des Orts gelegen, im Besitz der Herren von Kirkel. 1347 wird die Burg Waldeck als Besitz des Hauses Zweibrücken-Bitsch erwähnt. Mit dem Untergang dieser Herrschaft kamen Burg Waldeck und Egelshardt an Lothringen.
1594 wird die Burg Sitz einer  Bürgermeisterei und Sitz der Herren von Ettendorf, gleichzeitig wird die Siedlung als verfallen beschrieben. Ab 1603 verläuft zwischen Egelshardt und Philippsburg die Grenze Lothringens zur Grafschaft Hanau-Lichtenberg.  Nach dem Dreißigjährigen Krieg wird der Ort erneut als verlassen bezeichnet. 1635 wurde auch Burg Waldeck durch die Truppen des  Marschalls Armand Nompar de Caumont zerstört. 1708 werden in Éguelshardt und bei der Waldeck insgesamt etwa 35 Bewohner gezählt.  Anschließend kam es durch die Ansiedlung von Mühlen, Sägewerken, Schmieden und Papierfabriken im gesamten Talverlauf des Falkensteinerbachs zu einem wirtschaftlichen Aufschwung.
Durch den Frankfurter Frieden vom 10. Mai 1871 kam die Region an das deutsche Reichsland Elsaß-Lothringen, und das Dorf wurde dem Kreis Saargemünd im Bezirk Lothringen zugeordnet. Die Dorfbewohner betrieben Ackerbau- und Viehzucht. Nach dem Ersten Weltkrieg musste die Region aufgrund der Bestimmungen des Versailler Vertrags 1919 an Frankreich abgetreten werden und wurde Teil des Département Moselle.
Im Zweiten Weltkrieg war die Region von der deutschen Wehrmacht besetzt.
Am 1. September 1939 wurde die Bevölkerung in das Département Charente evakuiert. Im Jahre 1944 kam es zu schweren Bombardierungen. Am 28. März 1945 wurde der Ort von den im Bündnis mit der Sowjetunion kämpfenden Westalliierten  eingenommen.
Bürgermeister ist seit 2008 Émile Eitel.
Kirchlich gehörte Éguelshardt zur Pfarrei Schorbach, bis 1854 außerhalb der Ansiedlung die Heilig-Kreuz-Kirche erbaut wurde.

### Bevölkerungsentwicklung
1750 wurden  150 Einwohner gezählt, 403 im Jahr 1882 und 476 im Jahr 1910.
| Jahr      | 1962 | 1968 | 1975 | 1982 | 1990 | 1999 | 2007 | 2017 | 2019 |
| Einwohner | 390  | 355  | 303  | 364  | 371  | 401  | 433  | 426  | 419  |

## Kultur und Sehenswürdigkeiten

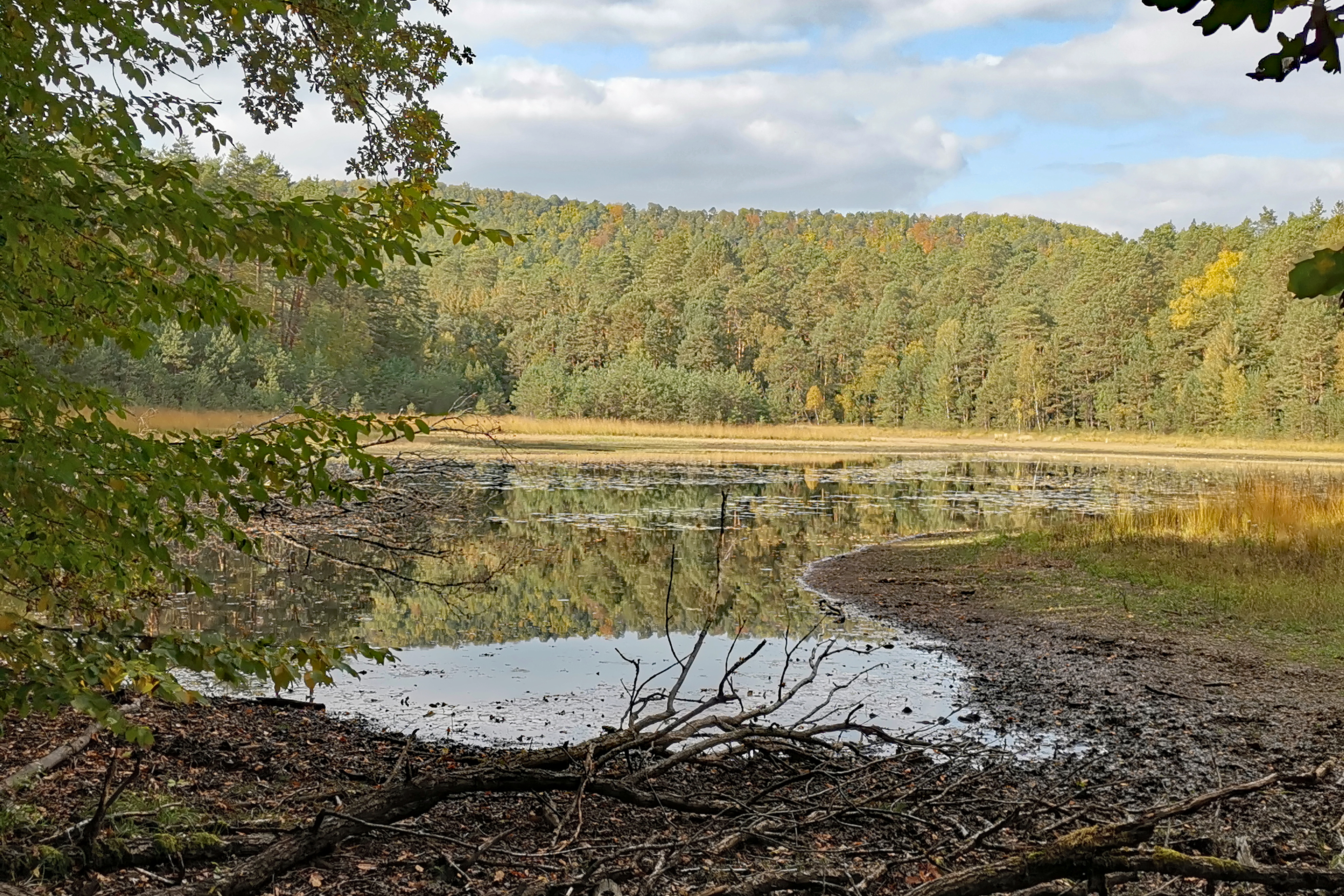
Weiher von Waldeck

Die Burg Waldeck wurde vermutlich im 13. Jahrhundert erbaut. Beschädigungen durch den Orkan Lothar im Jahre 1999 wurden bis Ende 2013 saniert, und die Burgruine kann seither wieder gefahrlos bestiegen werden. Westlich des Burgberges liegt der idyllische Waldecker Weiher (Étang de Waldeck). Er ist umgeben von einem unter Naturschutz stehenden Moor (frz. tourbière), das man auf einem bezeichneten Rundweg durchqueren kann.

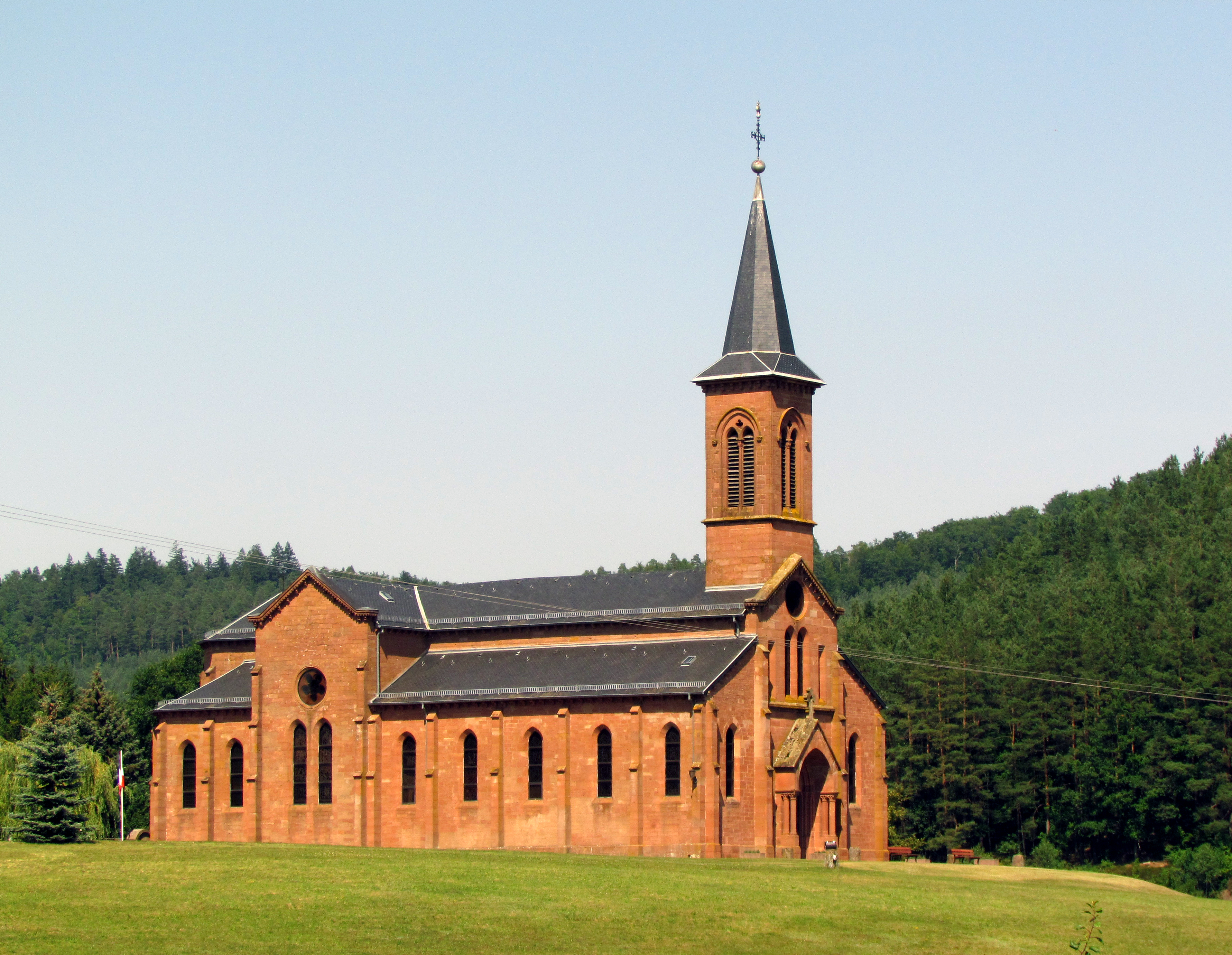
Heilig-Kreuz-Kirche

Die neugotische Heilig-Kreuz-Kirche (Église de l'Exaltation de la Sainte-Croix) wurde 1854 bis 1858 nach Plänen des Metzer Architekten Charles Gautiez (1809–1856) errichtet. Sie liegt auf einer Anhöhe auf halbem Weg zwischen Éguelshardt und dem Weiler Waldeck, besteht aus rosa Sandstein und hat einen 28 m hohen Glockenturm. An ihrer Stelle befand sich zuvor eine Kapelle aus dem 15. Jahrhundert, die seit dem 17. Jahrhundert zerfallen war. 1985 wurde die Kirche umfangreich restauriert.
Von der Grenzziehung zwischen Lothringen und Hanau-Lichtenberg sind noch einige Grenzsteine aus den Jahren 1603–1605 erhalten. An der Straße zum Weiler Waldeck liegt ein Bauernhof aus dem Jahr 1767.
Rund um Éguelshardt finden sich zahlreiche pittoreske Sandsteinfelsen, die teils unter Naturschutz stehen und teils zum Klettern freigegeben sind.

## Verkehr
Éguelshardt zieht sich entlang der N 62 Saargemünd–Hagenau, die dem Falkensteinerbach folgt. Durch das Tal zieht sich auch die Bahnstrecke Haguenau–Falck-Hargarten, auf der derzeit jedoch zwischen Bad Niederbronn und Saargemünd der Verkehr eingestellt ist. Zuvor gab es Bahnstationen in Éguelshardt selbst und im Weiler Bannstein.